# Seymour (Iowa)
Seymour ist eine Stadt (mit dem Status „City“) im Wayne County im US-amerikanischen Bundesstaat Iowa. Im Jahr 2010 hatte Seymour 701 Einwohner, deren Zahl sich bis 2013 auf leicht 706 erhöhte. Das U.S. Census Bureau hat bei der Volkszählung 2020 eine Einwohnerzahl von 634 ermittelt.

## Geografie
Seymour liegt im Süden Iowas, 11 km nördlich der Grenze zum Nachbarstaat Missouri. Der die Grenze zu Nebraska bildende Missouri River fließt rund 250 km westlich; rund 170 km östlich bildet der Mississippi die Grenze Iowas zu Illinois.
Die geografischen Koordinaten von Seymour sind 40°40′57″ nördlicher Breite und 93°07′16″ westlicher Länge. Die Stadt erstreckt sich über eine Fläche von 6,09 km² und ist die größte Ortschaft innerhalb der Walnut Township.
Nachbarorte von Seymour sind Plano (14,2 km nordöstlich), Numa (12,7 km östlich), Cincinnati (22,1 km südöstlich), Allerton (23,6 km westlich) und Corydon (23,8 km westnordwestlich).
Die nächstgelegenen größeren Städte sind Iowas Hauptstadt Des Moines (139 km nordnordwestlich), Iowa City (224 km nordöstlich), Cedar Rapids (262 km in der gleichen Richtung), die Quad Cities in Iowa und Illinois (295 km ostnordöstlich), Peoria in Illinois (358 km östlich), Illinois’ Hauptstadt Springfield (376 km ostsüdöstlich), St. Louis in Missouri (426 km südöstlich), Kansas City in Missouri (269 km südsüdwestlich), Nebraskas Hauptstadt Lincoln (336 km westlich), Nebraskas größte Stadt Omaha (301 km westnordwestlich) und Sioux City (444 km nordwestlich).

## Verkehr
in Seymour treffen die County Roads J 46 und S 60 zusammen. Alle weiteren Straßen sind untergeordnete Landstraßen, teils unbefestigte Fahrwege sowie innerörtliche Verbindungsstraßen.
Durch Seymour führt eine Eisenbahnlinie für den Frachtverkehr der Canadian Pacific Railway (CP).
Mit dem Corydon Airport befindet sich 17 km nordwestlich ein kleiner Flugplatz. Der nächste Verkehrsflughafen ist der Des Moines International Airport (136 km nordnordwestlich).

## Bevölkerung
Nach der Volkszählung im Jahr 2010 lebten in Seymour 701 Menschen in 295 Haushalten. Die Bevölkerungsdichte betrug 115,1 Einwohner pro Quadratkilometer. In den 295 Haushalten lebten statistisch je 2,38 Personen.
Ethnisch betrachtet setzte sich die Bevölkerung zusammen aus 98,7 Prozent Weißen sowie 0,4 Prozent Asiaten; 0,9 Prozent stammten von zwei oder mehr Ethnien ab. Unabhängig von der ethnischen Zugehörigkeit waren 1,6 Prozent der Bevölkerung spanischer oder lateinamerikanischer Abstammung.
20,8 Prozent der Bevölkerung waren unter 18 Jahre alt, 54,7 Prozent waren zwischen 18 und 64 und 24,5 Prozent waren 65 Jahre oder älter. 51,5 Prozent der Bevölkerung waren weiblich.
Das mittlere jährliche Einkommen eines Haushalts lag bei 34.018 USD. Das Pro-Kopf-Einkommen betrug 16.561 USD. 24,7 Prozent der Einwohner lebten unterhalb der Armutsgrenze.